# (511970) 2015 KY40
(511970) 2015 KY40 es un asteroide perteneciente al cinturón de asteroides, región del sistema solar que se encuentra entre las órbitas de Marte y Júpiter.
Fue descubierto el 27 de noviembre de 2012 por el equipo del proyecto Mount Lemmon Survey desde el observatorio del Monte Lemmon.

## Designación y nombre
Designado provisionalmente como 2015 KY40.

## Características orbitales
2015 KY40 está situado a una distancia media del Sol de 2,999 ua, pudiendo alejarse hasta 3,192 ua y acercarse hasta 2,807 ua. Su excentricidad es 0,064 y la inclinación orbital 16,464 grados. Emplea 1897,39 días en completar una órbita alrededor del Sol.

## Características físicas
La magnitud absoluta de 2015 KY40 es 16,22. 